# 2011-es oroszlányi földrengés
Oroszlány környékén 2011. január 29-én 18 óra 41 perckor 4,7-es erősségű földrengést észleltek, mely az 1985-ös berhidai földrengés óta a legerősebb volt Magyarországon. A rengés 38 másodpercig tartott.
A rengés az Amerikai Geológiai Szolgálat (USGS) szerint 4,2-es, a Potsdami Geofizikai Intézet szerint 4,8-as erősségű volt. Egy ekkora rengés Magyarországon már nagynak számít, mivel az ország távol fekszik a nagyobb törésvonalaktól. Ilyen erősségű rengés Magyarországon átlagosan 10 évente fordul elő, a legutóbbi hasonló mértékű földrengés 1985-ben következett be Berhidán. A szakértők hamar cáfolták a terjedő hírt, miszerint ez a rengés egy nagyobb földrengés előrengése lett volna. Érezhető utórengések nem voltak, pedig akár 4-es erősségűekre is számítottak. Az első utórengéseket már a földrengést követő éjszaka észlelték.
Fél év múlva  2011. július 11-én a közelben, Csákvár és Gánt között volt újabb földrengés.

## Epicentrum és hipocentrum
A rengés epicentruma Komárom–Berhida térségben volt. Oroszlány a középhegységi paleo–mezozoós pászta tatai haránttörése felett fekszik, amely a móri haránttöréssel és a balatoni küszöbbel együtt Magyarország szeizmikusan legaktívabb térsége.
A rengés kiváltó oka a Dunántúli-középhegységet magában foglaló kéregdarab tektonikus mozgása. Az Európai-Mediterrán Szeizmológiai Központ mérései szerint a rengés központja Székesfehérvártól 33 kilométerre északnyugatra és Oroszlánytól 6 kilométerre északkeletre volt. Az epicentrumhoz legközelebb eső település Kecskéd volt.
A hipocentrum (a rengés fészke) a felszínhez nagyon közel esett. Az Amerikai Geológiai Szolgálat szerint 8, a potsdami adatok szerint alig öt kilométer mélyről indultak a hullámok. Minél sekélyebb a rengés fészke, annál erősebben érezhető az epicentrumban, de annál gyorsabban le is cseng a központtól távolabb eső területeken.

## A rengés kiterjedése
A rengést az Oroszlányhoz közeli epicentrumtól még mintegy 100 kilométerre is lehetett érezni. Budapesten, Székesfehérváron de még Dél-Szlovákiában és Pozsonyban is érzékelték. Érezték Tatabányán, Gödön, Környén, Budaörsön, Biatorbágyon, Zsámbékon,  Telkiben, Enyingen és Veszprémben is. A szlovák Markíza televízió szerint 3-4 másodpercig tartó földmozgást éreztek Révkomáromban, Dunaszerdahelyen, Érsekújváron és Nagyszombatban is.

## Károk és beszámolók
A rengés következtében károk keletkeztek az épületekben, személyi sérülés nem történt. A legtöbb kárt Oroszlányban okozta a földrengés. Több magas házon hajszálrepedések jelentek meg, régi épületek kéményei sérültek meg, de az otthonát senkinek sem kellett elhagynia. A városban információs vonalat hoztak létre a károk bejelentésére.
Budapesten Tarlós István főpolgármester folyamatosan tartotta a kapcsolatot a Fővárosi Polgári Védelmi Igazgatósággal. A III. és XI. kerületében panelházak sérültek meg, de további településeken, Kecskéden, Pázmándon, Székesfehérváron, Velencén és Tatabányán is voltak épületkárok. Vértessomlón és Várgesztesen is történtek kisebb károk, utóbbi településen a templom boltívében esett kár. Egész Komárom-Esztergom megyében átvizsgálták a veszélyes üzemeket, iszap- és zagytározókat, de a felmérések szerint egyikben sem esett kár.
A rengést átélt emberek beszámolói szerint megremegtek az ablakok, könyvek, poharak estek le a földre, lengtek a csillárok. A magasabb épületekben lakók közül többen az utcára szaladtak.

## Az internetes médiában
Az internetes hírújságok már néhány perccel a rengés után beszámoltak a történtekről. Az MTA GGKI Szeizmológiai Osztályának honlapja rövid időn belül elérhetetlenné vált a leterheltség miatt. A közösségi oldalakon már a rengést követő első percekben megjelent a hír, a Facebookon megalakult a Földrengés 2011 csoport, melyhez rövid időn belül már 700-an csatlakoztak, a Twitteren is egymást érték a beszámolók.